# Episodi di Ciao dottore! (prima stagione)
La prima stagione della serie televisiva Ciao dottore! è stata trasmessa in anteprima in Germania da Sat.1 tra il 10 luglio 1994 e il 3 ottobre 1994.
| nº | Titolo originale             | Titolo italiano | Prima TV Germania | Prima TV Italia |
| -- | ---------------------------- | --------------- | ----------------- | --------------- |
| 1  | Markus Kampmann kehrt zurück |                 | 10 luglio 1994    |                 |
| 2  | Der kleine Unbekannte        |                 | 11 luglio 1994    |                 |
| 3  | Chefsache                    |                 | 18 luglio 1994    |                 |
| 4  | Zweifelsfälle                |                 | 25 luglio 1994    |                 |
| 5  | Familienkuß                  |                 | 1º agosto 1994    |                 |
| 6  | Mama-Fee                     |                 | 8 agosto 1994     |                 |
| 7  | Schönes Wochenende           |                 | 15 agosto 1994    |                 |
| 8  | Unfaßbar                     |                 | 22 agosto 1994    |                 |
| 9  | Blutsbrüder                  |                 | 29 agosto 1994    |                 |
| 10 | In letzter Sekunde           |                 | 5 settembre 1994  |                 |
| 11 | Verzweiflung                 |                 | 12 settembre 1994 |                 |
| 12 | Die gestohlene Prinzessin    |                 | 19 settembre 1994 |                 |
| 13 | Kindersegen                  |                 | 26 settembre 1994 |                 |
| 14 | Auf Leben und Tod            |                 | 3 ottobre 1994    |                 |